# 신흥국 경기 대회
신흥국 경기 대회(新興國 競技 大會)는 통상 영어명 그대로 가네포(GANEFO, Games of the New Emerging Forces)라 불린다. 별칭으로 신생국 경기 대회, 신흥 세력 경기 대회, 신생국 올림픽 등으로 불리기도 하였다.
1962년 자카르타에서 제4회 아시안 게임을 개최한 인도네시아는 중화민국과 이스라엘의 선수들에게 대회 참석을 위한 비자를 발급해 주지 않았다. 이에 대하여 국제 올림픽 위원회(IOC)는 정치적인 대회라고 비난하고, 인도네시아를 국제 올림픽 위원회에서 제명하는 강력한 처벌을 하였다.
이러한 국제 올림픽 위원회의 제재가 있은 직후, 이에 대항하여 인도네시아, 중화인민공화국, 아랍 연합 공화국의 주도로 유럽, 아시아, 아프리카의 12개국이 1962년 신흥국 경기 연맹을 창설하고, 이듬해인 1963년 11월 10일 인도네시아 자카르타에서 제1회 신흥국 경기 대회를 개최하게 되었다. 신흥국 경기 대회는 주로 사회주의 신흥독립국들이 참가하였다.
신흥국 경기 연맹의 헌장에서는 정치와 스포츠는 불가분의 관계가 있음을 명시하였다. 이는 국제 올림픽 위원회의 정치와 스포츠 분리 정책을 정면으로 반대하는 것이었다. 이에 국제 올림픽 위원회는 신흥국 경기 대회(가네포)를 불인정하고 가네포 대회에 참가한 선수들은 올림픽에 참가할 수 없도록 조치하였다.

## 제1회 가네포

### 이모저모
- 국제 올림픽 위원회(IOC)에서 가네포 대회 출전 선수는 올림픽에 출전할 수 없음을 강력히 경고하였다.
- 소련은 신흥국들과의 연대를 위해 제1회 신흥국 경기 대회에 선수를 파견하였지만, 국제 올림픽 위원회(IOC)에서의 지위를 고려하여 올림픽에 출전할 만한 기량의 선수들을 파견하지는 않았다.
- 국제 올림픽 위원회(IOC)를 탈퇴하여 국제 스포츠계에서 고립되었던 중화인민공화국이 국제 무대에 성공적으로 등장할 수 있는 계기가 된 대회였다.
- 제1회 가네포 대회에서 세계신기록 4개가 수립되었으나, 국제공인이 되지 않아 모두 비공인 기록으로 남았다.
  - 조선민주주의인민공화국(북한)의 여자 육상선수인 신금단은 육상 200m, 400m, 800m 부문에서 금메달을 획득하여 3관왕이 되었다. 특히 400m와 800m에서 51초 4와 1분 59초 1로 각각 세계신기록을 수립하였으나, 국제육상경기연맹에서 신흥국 경기 대회 참가선수에게 자격정지 경고를 한 바가 있어 이 두 기록을 승인하지 않아 비공인 기록이 되고 말았다.
  - 조선민주주의인민공화국의 남자 역도 선수인 리형욱은 역도 반탐급 용상 부문에서 141kg을 들어 세계 기록을 수립하였고, 중화인민공화국의 남자 역도 선수인 리치위안은 역도 반탐급 인상 부문에서 108kg을 들어 세계 기록을 수립하였으나, 국제역도경기연맹에서 이를 승인하지 않아 비공인 기록이 되고 말았다.
- 일본은 1964년 도쿄 하계 올림픽 개최국의 입장을 고려하여 일본 NOC에서 선수들을 공식 파견하지 않았으나, 올림픽 참가가 어려운 2·3진급 선수들의 개인적인 참가를 묵인하였다. 이로 인해 일본의 가네포 대회 성적은 매우 저조하였다.
- 1964년 도쿄 하계 올림픽에서 신금단은 가네포에 참가한 선수였다는 이유로 올림픽 참가 자격이 박탈되었다. 이 때문에 조선민주주의인민공화국은 일본 도쿄에 파견했던 올림픽 선수단 전원을 철수시키는 보이콧을 단행하였다. 한편 신금단 선수는 올림픽 개막 직전, 도쿄에서 한국 전쟁 시기에 헤어져 대한민국으로 내려온 아버지 신문준을 잠깐 동안 상봉하였다.
- 조선민주주의인민공화국은 축구에서 아랍 연합 공화국과의 결승전에서 연장 접전 끝에 1:1로 무승부를 거두었으나, 추첨을 통해 준우승을 차지하였다.
- 조선민주주의인민공화국은 마라톤에서 전만흥이 1위를 하였다.
- 조선민주주의인민공화국의 국명을 코리아(KOREA)로, 북베트남의 국명을 베트남(VIETNAM)으로 표기하였다. 대한민국과 남베트남은 본 대회에 참석하지 않아서 이에 대한 항의를 제대로 하지 못하였다.
- 개최국인 인도네시아도 가네포 참가를 이유로 1964년 하계 올림픽 개막전 선수단 전원을 철수시킴으로 보이콧하였다.
- 이탈리아 육상 연맹은 가네포 대회에 개인 참가했던 자국의 육상 선수들에게 무기한 자격 정지 조치를 취하였다.

### 제1회 참가국
제1회 신흥국 경기 대회는 1963년 11월 10일 인도네시아의 자카르타에서 개최되었다. 이 대회에서 아시아, 아프리카, 유럽, 남아메리카의 51개국 약 2,700명의 선수들이 참가하였다. 참가국은 다음과 같다.
- 기니
- 나이지리아
- 네덜란드
- 도미니카 공화국
- 동독
- 라오스
- 루마니아
- 말리
- 멕시코
- 모로코
- 몽골
- 버마
- 베트남 민주공화국
- 벨기에
- 볼리비아
- 불가리아
- 브라질
- 사우디아라비아
- 세네갈
- 소련
- 소말리아
- 실론
- 아랍 연합 공화국
- 아르헨티나
- 아프가니스탄
- 알바니아
- 알제리
- 우루과이
- 유고슬라비아
- 이라크
- 이탈리아
- 인도네시아
- 일본
- 조선민주주의인민공화국
- 중화인민공화국
- 체코슬로바키아
- 칠레
- 캄보디아
- 쿠바
- 태국
- 튀니지
- 파키스탄
- 팔레스타인
- 폴란드
- 프랑스
- 핀란드
- 필리핀
- 헝가리

### 제1회 가네포 메달 집계
| 1963년 가네포 메달 집계 | 1963년 가네포 메달 집계 | 1963년 가네포 메달 집계 | 1963년 가네포 메달 집계 | 1963년 가네포 메달 집계 | 1963년 가네포 메달 집계 |
| ----------------------- | ----------------------- | ----------------------- | ----------------------- | ----------------------- | ----------------------- |
| 순위                    | 나라                    | 금                      | 은                      | 동                      | 합계                    |
| 1                       | 중화인민공화국          | 68                      | 58                      | 45                      | 171                     |
| 2                       | 소련                    | 27                      | 21                      | 9                       | 57                      |
| 3                       | 인도네시아              | 17                      | 24                      | 30                      | 71                      |
| 4                       | 아랍 연합 공화국        | 16                      | 14                      | 12                      | 42                      |
| 5                       | 조선민주주의인민공화국  | 14                      | 15                      | 23                      | 52                      |
| 6                       | 아르헨티나              | 5                       | 0                       | 4                       | 9                       |
| 7                       | 일본                    | 4                       | 10                      | 14                      | 28                      |

## 제2회 가네포 / 제1회 아시아 가네포
아시아 신흥국 경기 대회 혹은 아시아 가네포 (ASIAN GANEFO: Games of the New Emerging Forces)는 신흥국 경기 대회가 아시아 지역으로 축소되면서 불리게 된 국제 스포츠 경기 대회이다.
인도네시아와 중화인민공화국 등의 사회주의 신흥 독립국들의 주도로 국제 올림픽 위원회(IOC)에 대항하여 1962년 신흥국 경기 연맹을 창설되고, 제1회 신흥국 경기 대회(가네포)는 1963년 11월 10일 인도네시아 자카르타에서 개최되었다.
제2회 신흥국 경기 대회는 1967년 이집트 카이로에서 개최될 예정이었으나 경제와 정치적인 고려로 취소되고, 이후 캄보디아 프놈펜에서 거행되었다. 제2회 대회는 아프리카의 기니가 평양에서의 예선전 참가를 제외하곤 모두 아시아 국가들만 참가하였다. 축구 등과 같이 장기 레이스가 필요한 종목은 1965년 8월 1일에서 11일까지 조선민주주의인민공화국 평양에서 1차 예선을 치른 후, 1966년 11월 25일에서 12월 6일까지 캄보디아 프놈펜에서 2차 본선을 치르었다. 추후 캄보디아 프롬펜에서 개최된 2차 본선을 제1회 아시아 신흥국 경기 대회라 명명하였다.
제2회 아시아 신흥국 경기 대회는 1970년 평양에서 개최될 예정이었으나, 제1회 아시아 신흥국 경기 대회 직후 신흥국 경기 연맹이 해체되어 개최되지 못하고 대회는 자동적으로 폐지되고 말았다.

### 개요
제2회 가네포는 1967년 10월 아랍 연합 공화국(現 이집트), 카이로에서 개최될 예정이었으나 경제와 정치적인 고려로 취소되고, 대신 캄보디아 프놈펜에서 1966년 11월 25일에서 12월 6일까지 12일간 개최되었다.
제2회 가네포는 아시아 이외 지역에서 외면을 받아, 사실상 아시아 국가들만 참가하는 대회가 되었다. 이로 인해 대회명칭을 제2회 신흥국 경기대회(가네포)에서 제1회 아시아 신흥국 경기대회 (아시아 가네포)로 추후 변경하게 된다. 2회 대회에 아프리카의 기니를 제외하곤 모두 아시아 국가들만 참가하였다. 2회 대회에서는 축구 등의 장기간의 토너먼트 기간이 필요한 일부 종목에 대하여, 1965년 8월 1일에서 11일까지 조선민주주의인민공화국 평양에서 예선을 치르고, 캄보디아 프놈펜에서 본선이 진행되는 형식을 취하였다. 추후 캄보디아 프놈펜에서 진행된 본선을 제1회 아시아 신흥국 경기 대회 (Asian GANEFO)라 명명하였다.
제1회 아시아 신흥국 경기 대회의 슬로건은 전진! 후퇴는 없다! (Onward! No Retreat!)로서 다소 공격적인 성격을 띄었다.

### 이모저모
- 제1회 아시아 가네포는 1966년 아시안 게임 직전에 거행되어 아시아 가네포가 아시안 게임에 정면으로 도전하는 양상이었다.

- 중국이 금메달 108개로 종합 1위를 거두면서 시종일관 압도하는 대회였다.

- 일본은 1회 가네포 때와 마찬가지로 올림픽 참가가 어려운 2진급 선수들의 개인적 참가를 방임하였다.

- 재일동포 출신의 조선민주주의인민공화국 권투 선수겸 코치 김귀하(당시 27세)가 일본 대사관에 한국으로의 망명을 신청하였다. 일본은 망명요청을 거부하여 김귀하 코치는 조선민주주의인민공화국으로 강제송환되었다. 대한민국은 김귀하 코치가 망명되도록 외교적 노력을 하였으나, 캄보디아 정부는 이를 거부하였다. 이로 인해 캄보디아, 일본, 조선민주주의인민공화국은 국제사회로부터 비난을 감수해야 했고, 대한민국은 캄보디아와 단교를 하였다.

- 조선민주주의인민공화국의 신금단 선수는 1회 대회와 마찬가지로 육상 200m, 400m, 800m 부문에서 금메달을 획득하여 3관왕이 되었으나, 기록은 저조하였다.

- 조선민주주의인민공화국은 축구에서 5전 전승으로 우승을 하였다.

- 1967년 10월 세계역도연맹 이사회는 제1회 아시아 가네포에 참가했던 조선민주주의인민공화국, 일본, 이라크, 시리아 역도선수들의 자격정지의 제재를 가하였다.

### 제2회 가네포 / 제1회 아시아 가네포 참가국
아시아 17개국에서 2,000여명의 선수가 참가하였다. 아프리카의 기니는 아시아국이 아닌 유일한 참가국이었으나, 1965년 평양 예선에서 탈락하여, 정작 1966년 프놈펜 본선 대회에 참가를 하지 못하였다.
참가국은 모두 아시아 국가들로서 총 17개국 약 2,000여명의 선수들이 참가하여, 제1회 가네포 대회에 비해 참가국이 크게 줄었다.
| - 네팔 - 라오스 - 레바논 - 몽골 - 베트남 민주공화국 - 북예멘 | - 시리아 - 실론 - 싱가포르 - 이라크 - 인도네시아 - 일본 | - 조선민주주의인민공화국 - 중화인민공화국 - 캄보디아 - 파키스탄 - 팔레스타인 |

### 제2회 가네포 / 제1회 아시아 가네포 메달 집계
| 1966년 제2회 가네포/ 제1회 아시아 가네포 메달 집계 | 1966년 제2회 가네포/ 제1회 아시아 가네포 메달 집계 | 1966년 제2회 가네포/ 제1회 아시아 가네포 메달 집계 | 1966년 제2회 가네포/ 제1회 아시아 가네포 메달 집계 | 1966년 제2회 가네포/ 제1회 아시아 가네포 메달 집계 | 1966년 제2회 가네포/ 제1회 아시아 가네포 메달 집계 |
| -------------------------------------------------- | -------------------------------------------------- | -------------------------------------------------- | -------------------------------------------------- | -------------------------------------------------- | -------------------------------------------------- |
| 순위                                               | 나라                                               | 금                                                 | 은                                                 | 동                                                 | 합계                                               |
| 1                                                  | 중화인민공화국                                     | 108                                                | 57                                                 | 34                                                 | 199                                                |
| 2                                                  | 조선민주주의인민공화국                             | 30                                                 | 42                                                 | 32                                                 | 104                                                |
| 3                                                  | 캄보디아                                           | 10                                                 | 42                                                 | 10                                                 | 62                                                 |
| 4                                                  | 일본                                               | 10                                                 | 12                                                 | 8                                                  | 30                                                 |

## 제3회 가네포 / 제2회 아시아 가네포
제2회 아시아 신흥국 경기 대회(제3회 신흥국 경기대회)는 본래 1967년 9월 중국 베이징에서 개최됨을 발표되었으나 취소되고, 이후 1970년 조선민주주의인민공화국 평양에서 개최될 예정이었으나, 이 또한 제1회 아시아 신흥국 경기대회 폐막 직후 신흥국 경기연맹이 해체되어 차기대회 개최에 난항을 겪게 되면서 가네포는 자동적으로 폐지되고 말았다.

## 같이 보기
- 프렌드십 게임